# Tanganicodus irsacae
Tanganicodus irsacae är en fiskart som beskrevs av Poll, 1950. Tanganicodus irsacae ingår i släktet Tanganicodus och familjen Cichlidae. IUCN kategoriserar arten globalt som livskraftig. Inga underarter finns listade i Catalogue of Life.